# Jordan Ikoko
Jordan Ikoko, né le 3 février 1994 à Montereau-Fault-Yonne, est un footballeur international congolais (RDC) qui évolue au poste de défenseur au Dinamo Bucarest.

## Biographie

### Paris Saint-Germain
Jordan Ikoko naît à Montereau en 1994 et dispose de la nationalité congolaise. Il fait ses débuts au football en 2002 au Mitry Mory Football, ville dans laquelle il grandit avant de rejoindre deux ans plus tard le Villeparisis US Municipale. En 2007, il intègre le centre de formation du Paris Saint-Germain. En juin 2009, il est finaliste de la Coupe Nationale des 14 ans avec la sélection de la Ligue de Paris-Île-de-France. Au sein du club parisien, il dispute cinq rencontres de CFA au sein de l'équipe B lors de la saison 2010-2011 puis s'impose comme titulaire en équipe réserve les saisons suivantes, disputant 20 matchs en 2011-2012 puis 18 en 2012-2013.

### Une succession de prêts
Le 7 août 2013, Jordan Ikoko signe son premier contrat professionnel avec le club parisien pour une durée de trois ans et est aussitôt prêté à l'US Créteil-Lusitanos. Il dispute son premier match professionnel le 16 août 2013, lors de la troisième journée de Ligue 2, face au SM Caen en remplaçant Augusto Pereira Loureiro à la 63e minute de jeu (défaite 3-0). La semaine suivante, il est pour la première fois titularisé face au FC Istres (match nul 2-2).
Pour la saison 2014-2015, le PSG le prête une seconde fois, cette fois au Havre, club de Ligue 2 où il dispute 20 rencontres de championnat.
Un an plus tard, le 24 juillet 2015, il est prêté une nouvelle fois et prend la direction du RC Lens.

### EA Guingamp
Le 23 juin 2016, il s'engage à l'En avant Guingamp sur un contrat d'une durée de trois ans pour combler le départ de Lars Jacobsen. Il a notamment marqué un but contre son camp le 13 août 2017 en jouant contre le Paris Saint-Germain Football Club, son club formateur, lors de la seconde journée de Ligue 1 2017-2018.

### Ludogorets Razgrad
En juin 2019, il signe un contrat au Ludogorets Razgrad en Bulgarie.

### En sélection

#### Avec les jeunes
Jordan Ikoko est pour la première fois sélectionné avec l'équipe de France des moins de 16 ans le 29 septembre 2009 en étant titularisé face au Pays de Galles en match amical (victoire 6-0). Il marque son premier but avec cette sélection le 1er décembre 2009 lors d'un match amical face à la Belgique (victoire 4-1).
Le 3 juin 2011, Patrick Gonfalone le sélectionne afin de participer à la coupe du monde des moins de 17 ans au Mexique. La France y atteint les quarts-de-finale et est éliminée par le Mexique à la suite d'une défaite sur le score de 2 buts à 1, le but français est inscrit par Jordan Ikoko. Il participe aux cinq matches des Bleuets durant cette compétition.
Le 3 juillet 2013, il est sélectionné par Francis Smerecki afin de participer à l'Euro 2013 des moins de 19 ans. Après un début de tournoi difficile, les Bleuets éliminent l'Espagne en demi-finale et se qualifient pour la finale face à la Serbie grâce à des buts de Yassine Benzia et Antoine Conte. Les Bleuets s'inclinent 1-0 en finale. Il aborde cette compétition en tant que titulaire et participe à tous les matches de l'équipe de France.

#### Avec la sélection de la RDC
Né en France, Ikoko choisit de porter le maillot des Léopards au milieu des années 2010.
Le 31 octobre 2016, il est sélectionné par le sélectionneur de l'équipe de République démocratique du Congo de football quelques mois avant la CAN 2017 pour laquelle la sélection congolaise est qualifiée.
Sélectionné pour la CAN 2017, il dispute son premier match officiel contre la Côte d'Ivoire (2-2).

## Statistiques
| Saison                | Club                        | Championnat           | Championnat | Championnat | Coupe nationale | Coupe nationale | Coupe de la Ligue | Coupe de la Ligue | RD Congo | RD Congo | Total | Total |
| Saison                | Club                        | Division              | M.          | B.          | M.              | B.              | M.                | B.                | M.       | B.       | M.    | B.    |
| 2013–2014             | US Créteil-Lusitanos (prêt) | Ligue 2               | 26          | 0           | 2               | 0               | 2                 | 0                 | -        | -        | 30    | 0     |
| 2014–2015             | Le Havre AC (prêt)          | Ligue 2               | 20          | 0           | 1               | 0               | 1                 | 0                 | -        | -        | 22    | 0     |
| 2015–2016             | RC Lens (prêt)              | Ligue 2               | 33          | 0           | 1               | 0               | 1                 | 0                 | -        | -        | 35    | 0     |
| 2016–2017             | EA Guingamp                 | Ligue 1               | 27          | 0           | 3               | 0               | 2                 | 0                 | 2        | 0        | 34    | 0     |
| 2017–2018             | EA Guingamp                 | Ligue 1               | 28          | 0           | 2               | 0               | 0                 | 0                 | 4        | 0        | 34    | 0     |
| 2018–2019             | EA Guingamp                 | Ligue 1               | 15          | 0           | 0               | 0               | 1                 | 0                 | -        | -        | 16    | 0     |
| Total sur la carrière | Total sur la carrière       | Total sur la carrière | 149         | 0           | 9               | 0               | 7                 | 0                 | 6        | 0        | 171   | 0     |

## Palmarès
Avec l'équipe de France des moins de 19 ans, il est finaliste de l'Euro en 2013.